# Albisrieden
Albisrieden ist ein Quartier der Stadt Zürich mit 22'113 Einwohnern im Jahr 2017. Die ehemals selbständige Gemeinde liegt am Fuss des Uetlibergs, wurde 1934 eingemeindet und bildet heute zusammen mit Altstetten den Kreis 9.
Das Quartier hat den ursprünglichen Charakter in der früheren Ortsmitte bewahren können. In den 1950er-Jahren ist Albisrieden stark gewachsen. Weil alte Industriebauten durch Wohnbauten ersetzt werden, nimmt auch im 21. Jahrhundert die Bevölkerung stärker als in anderen Quartieren der Stadt Zürich zu.

## Wappen
Blasonierung
In Blau ein goldenes Tatzenkreuz
Das Tatzenkreuz bringt die geschichtliche Verflochtenheit mit dem Stift Grossmünster zum Ausdruck. Die Gerichtsbarkeit von Albisrieden unterstand dem Stift bis 1526.

## Geschichte

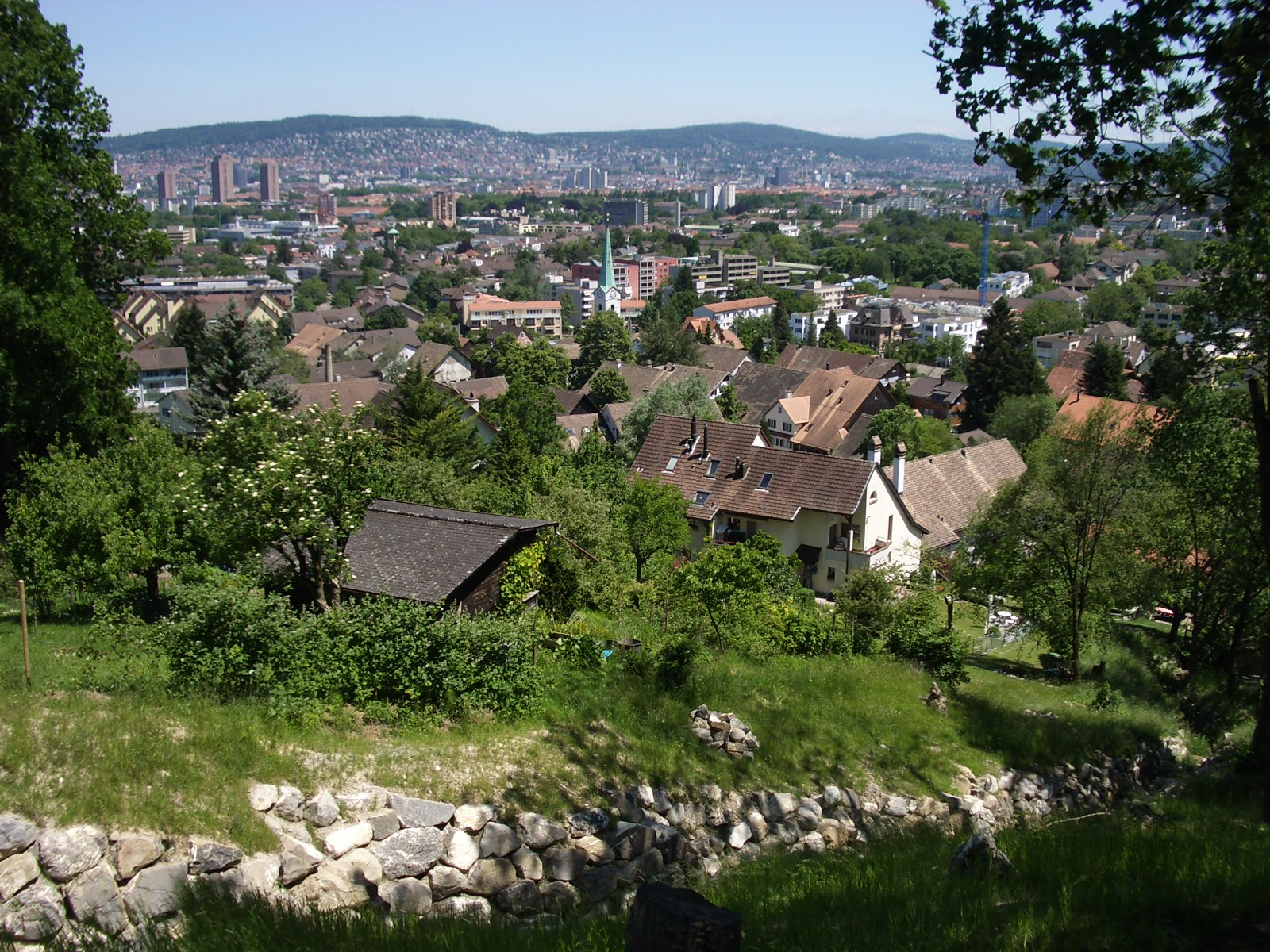
Blick auf Albisrieden von Süden, der Zürichberg im Hintergrund

Eine erste Ansiedlung war ein römischer Gutshof, der später verlassen wurde. Seit dem 9. Jahrhundert war die Siedlung im Besitz des Grossmünsters. In den Vogtlisten von 1508 bis 1512 erscheint der Ort als ein Bestandteil der Reichsvogtei Zürich. Es war eine Grundherrschaft der Propstei Zürich, deren Schildbild es als Wappen annahm. Zürich unterstellte Albisrieden der Obervogtei Wiedikon. Nach der Umwälzung von 1798 wurde Albisrieden dem Distrikt Zürich zugeteilt, 1803 dem Bezirk Horgen, dann zum Oberamt und seit 1831 zum Bezirk Zürich.
Früher wurde der Ort bloss Rieden genannt, als Rieden am Albis, um es von den gleichnamigen Dorf bei Wallisellen und von Oberrieden zu unterschieden.

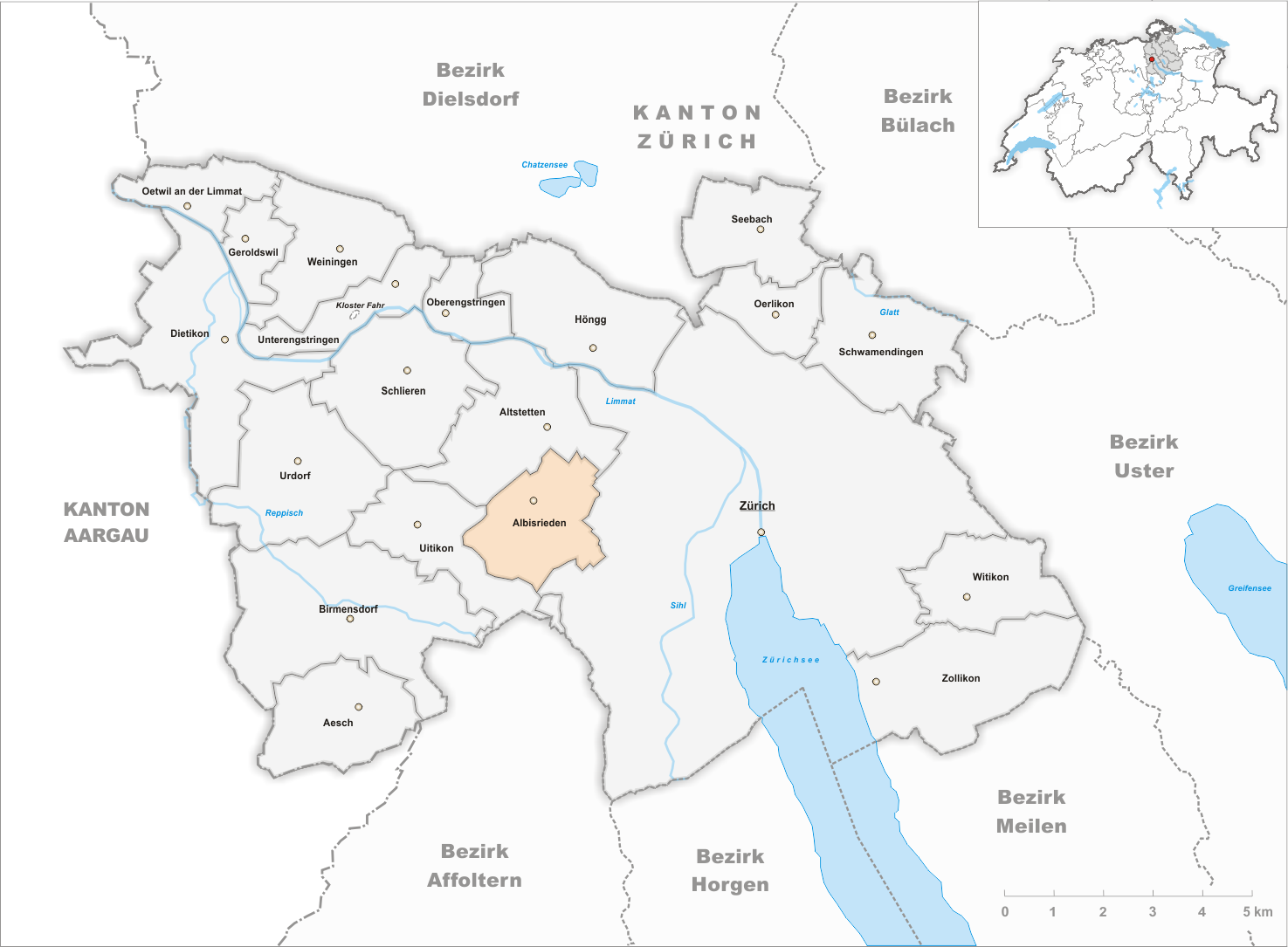
Die Gemeinde innerhalb des Bezirks Zürich vor der Eingemeindung 1934

Kirchlich stand der Ort als einziger auf der linken Seite der Limmat unter der Seelsorge der Leutpriester der Propstei. Albisrieden besass 1270 bereits eine eigene Kapelle. Das Grossmünster wählte und besoldete den Pfarrer, bis 1831 die Kollatur an die Gemeinde überging. Zur selbständigen Pfarrei wurde Albisrieden erst durch den Regierungsratsbeschluss vom 18. Juli 1866 erhoben. Die Pfarrei besass ein ansehnliches Kirchengut, aus dem sie während der Hungerjahre 1771 und 1772 ohne obrigkeitlichen Zuschuss Arme unterstützen konnte. Auch von Kriegszügen blieb Albisrieden nicht verschont. Vom alten Zürichkrieg wurde das Dorf 1443 berührt. Zogen doch die Eidgenossen von Hedingen über Albisrieden gegen Zürich. 1799 litt Albisrieden unter der Okkupation durch die Franzosen.
Die rasch fortschreitende Entwicklung der an das alte bäuerliche Albisrieden sich anschliessenden Industriekolonie hat im 20. Jahrhundert Bestrebungen zur Angliederung der Gemeinde an die Stadt Zürich hervorgerufen. Die Eingemeindung fand 1934 statt.
Im Jahr 1968 setzten sich die Sternrover der Pfadi Rudolf Brun mit einer Unterschriftensammlung für den Erhalt des historischen Dorfkerns von Albisrieden ein. Unter dem Namen „Aktion Albisrieden“ plakatierten und verteilten sie Flyer im Quartier. Dies zählt bis heute zu den wichtigen Schritten der Quartiersgeschichte, denn ohne sie wäre der Dorfkern von der Stadt Zürich abgerissen worden.

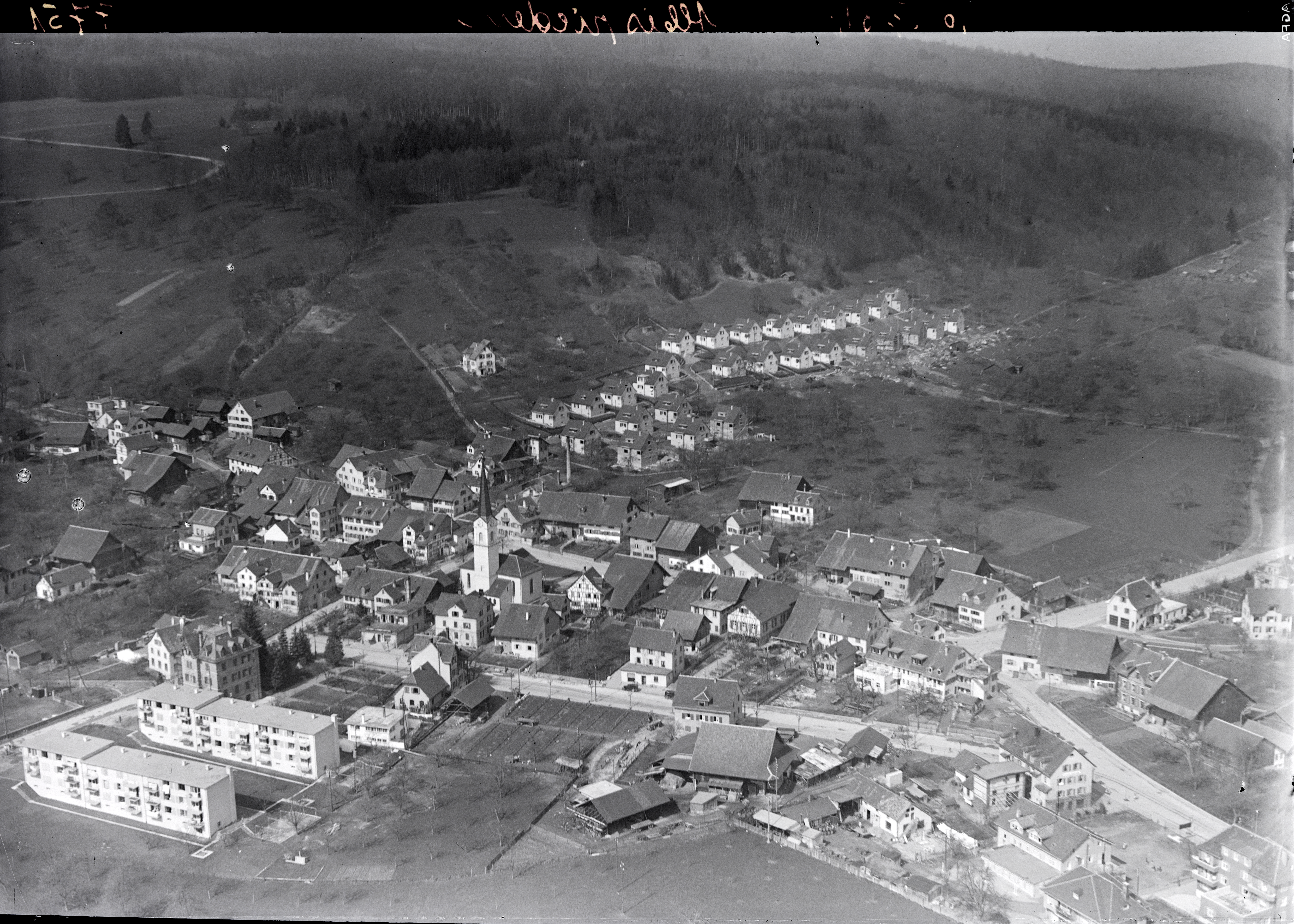
Luftbild von Walter Mittelholzer (1934)

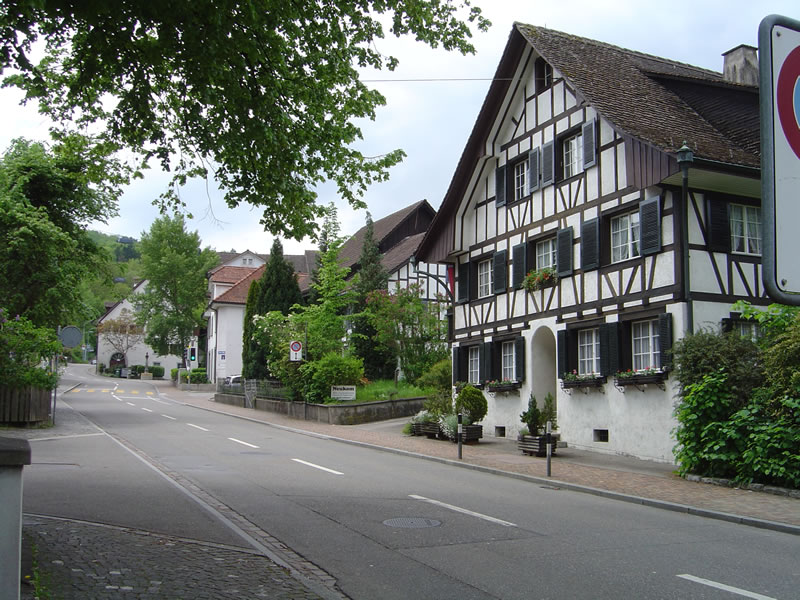
Alte Strasse nach Uitikon
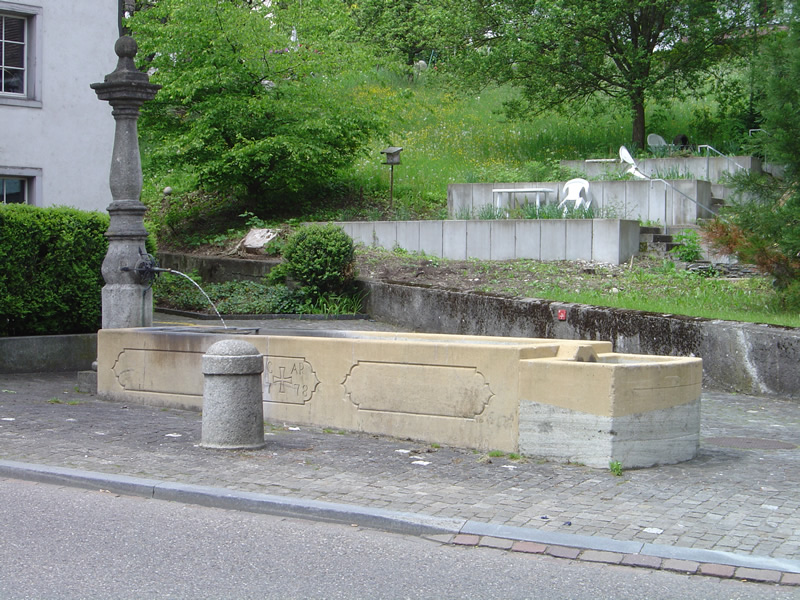
Dorfbrunnen aus dem Jahr 1778 an der alten Strasse nach Uitikon-Waldegg
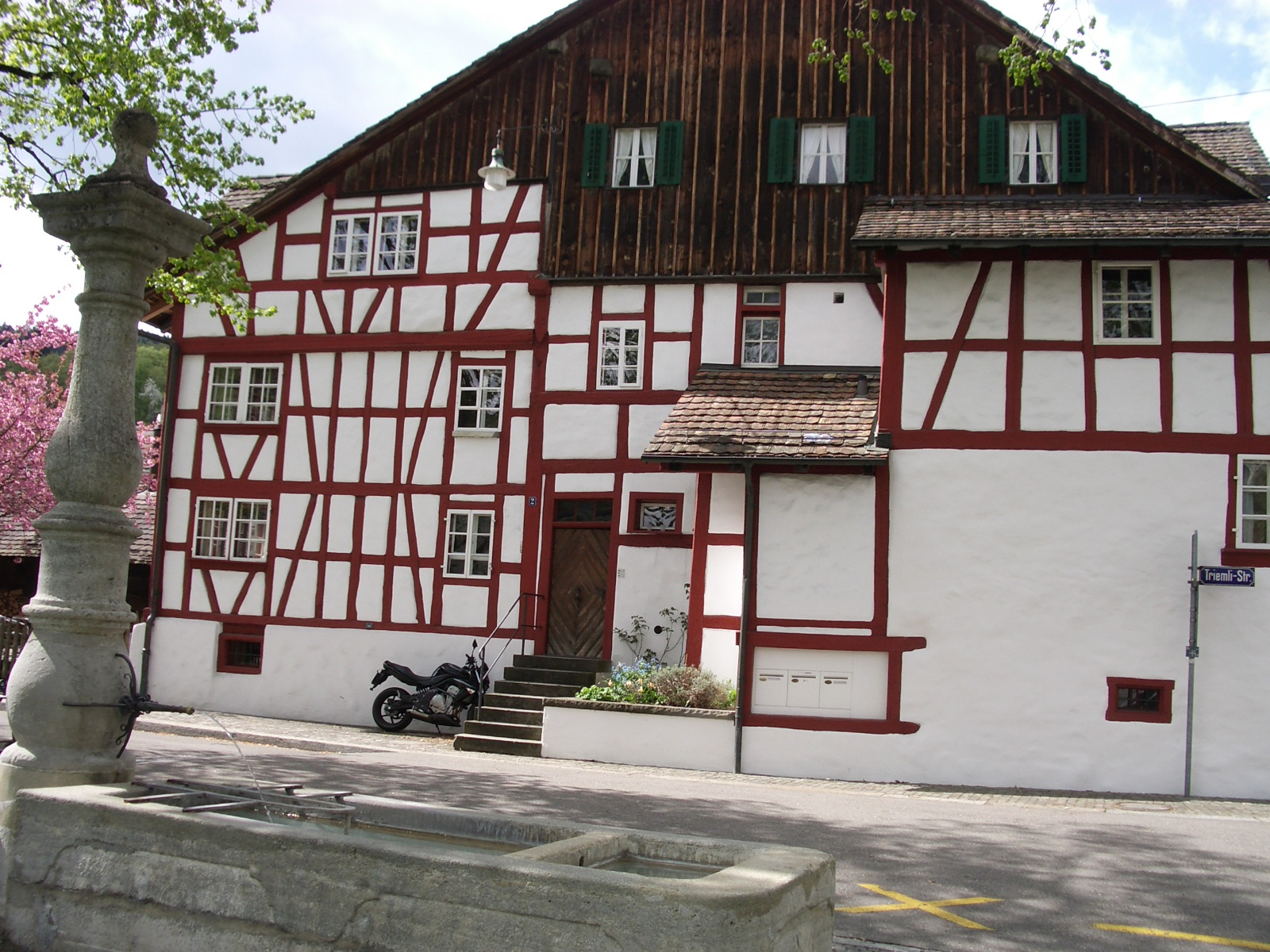
Ortsmuseum „Haus zum obren Haller“
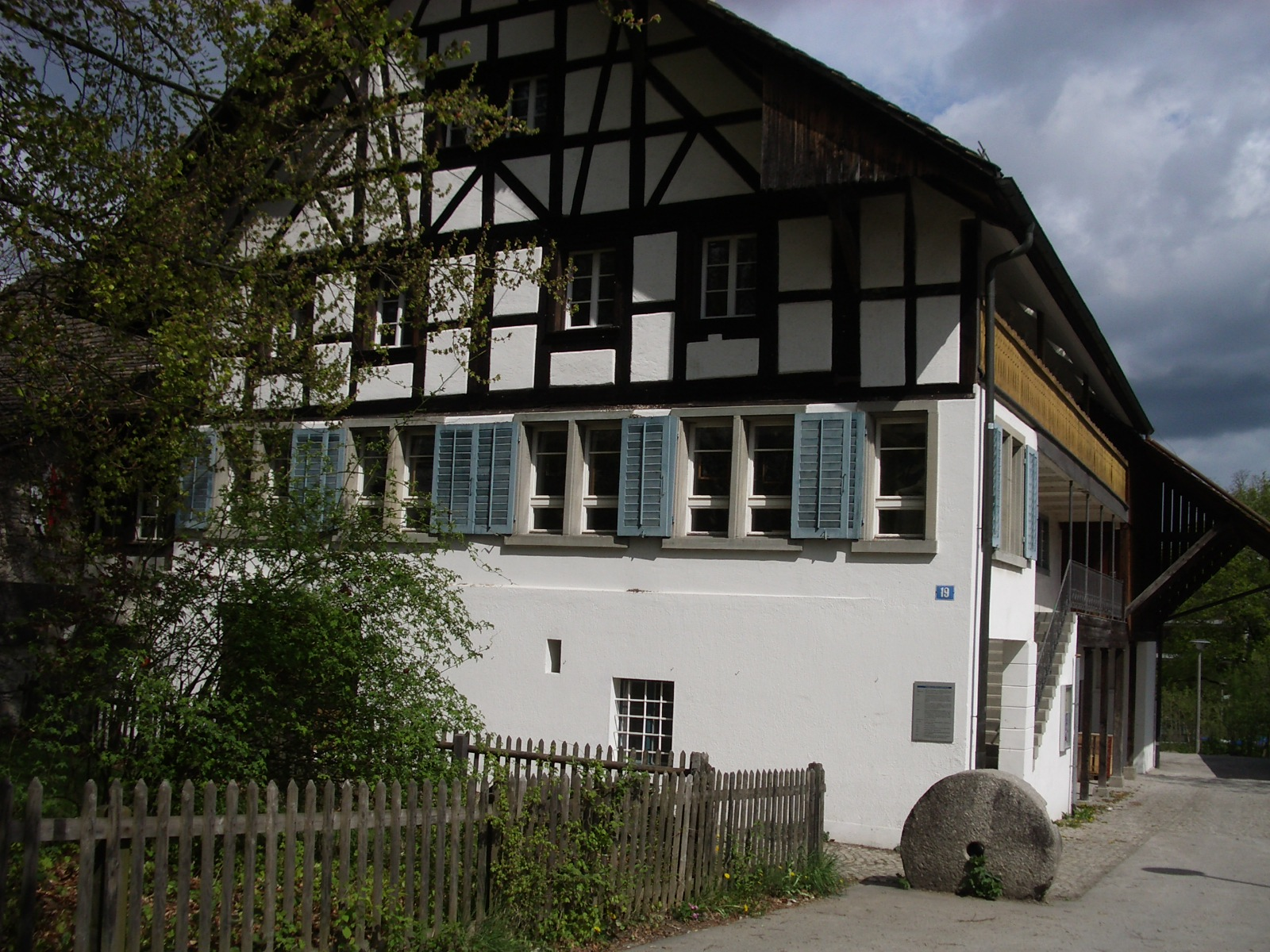
Mühle Albisrieden, 1230 erstmals erwähnt

## Bevölkerungsentwicklung des Quartiers
Quelle:Statistik & Daten: Albisrieden

## Kirchen

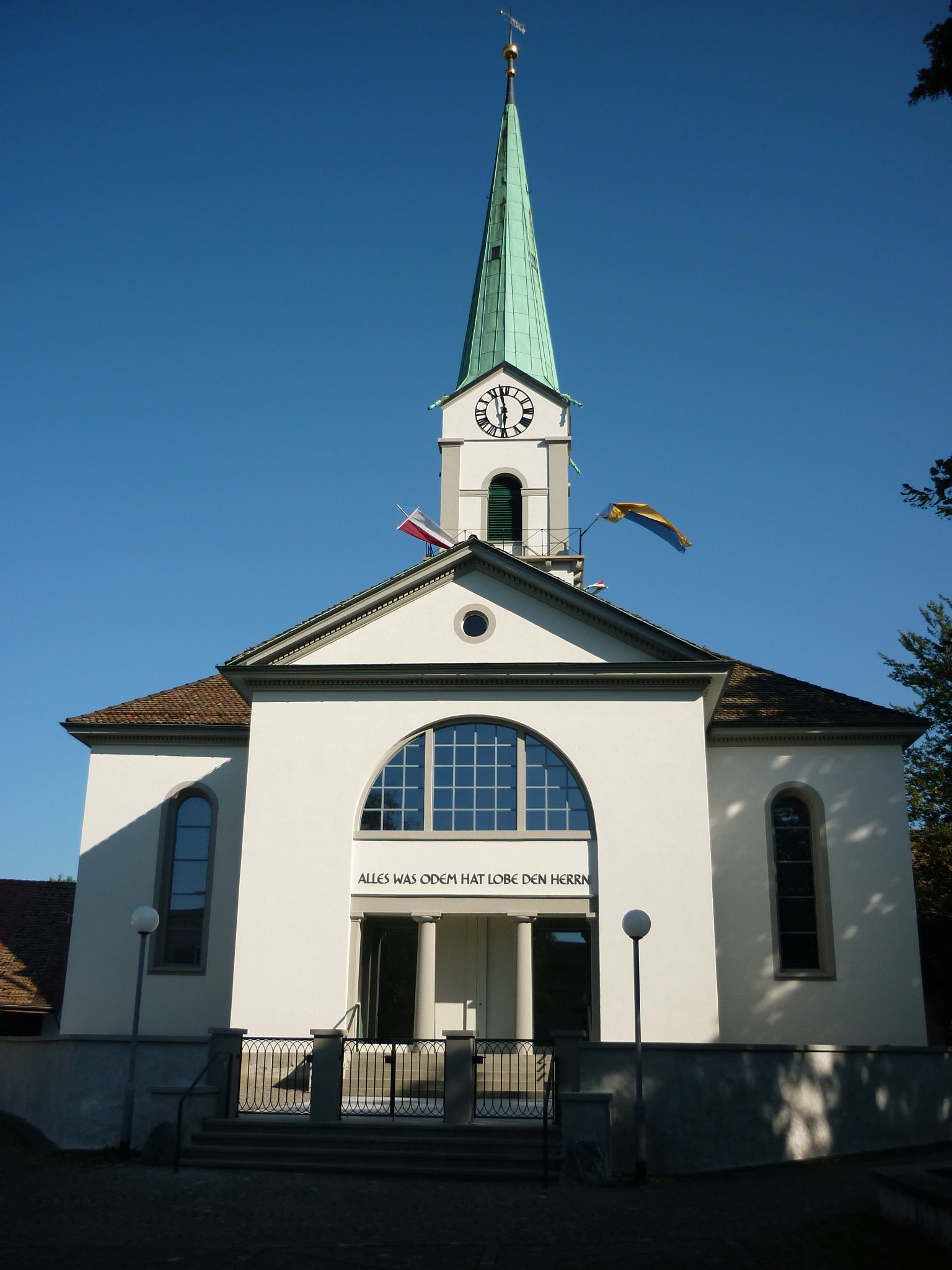
Alte Kirche Albisrieden

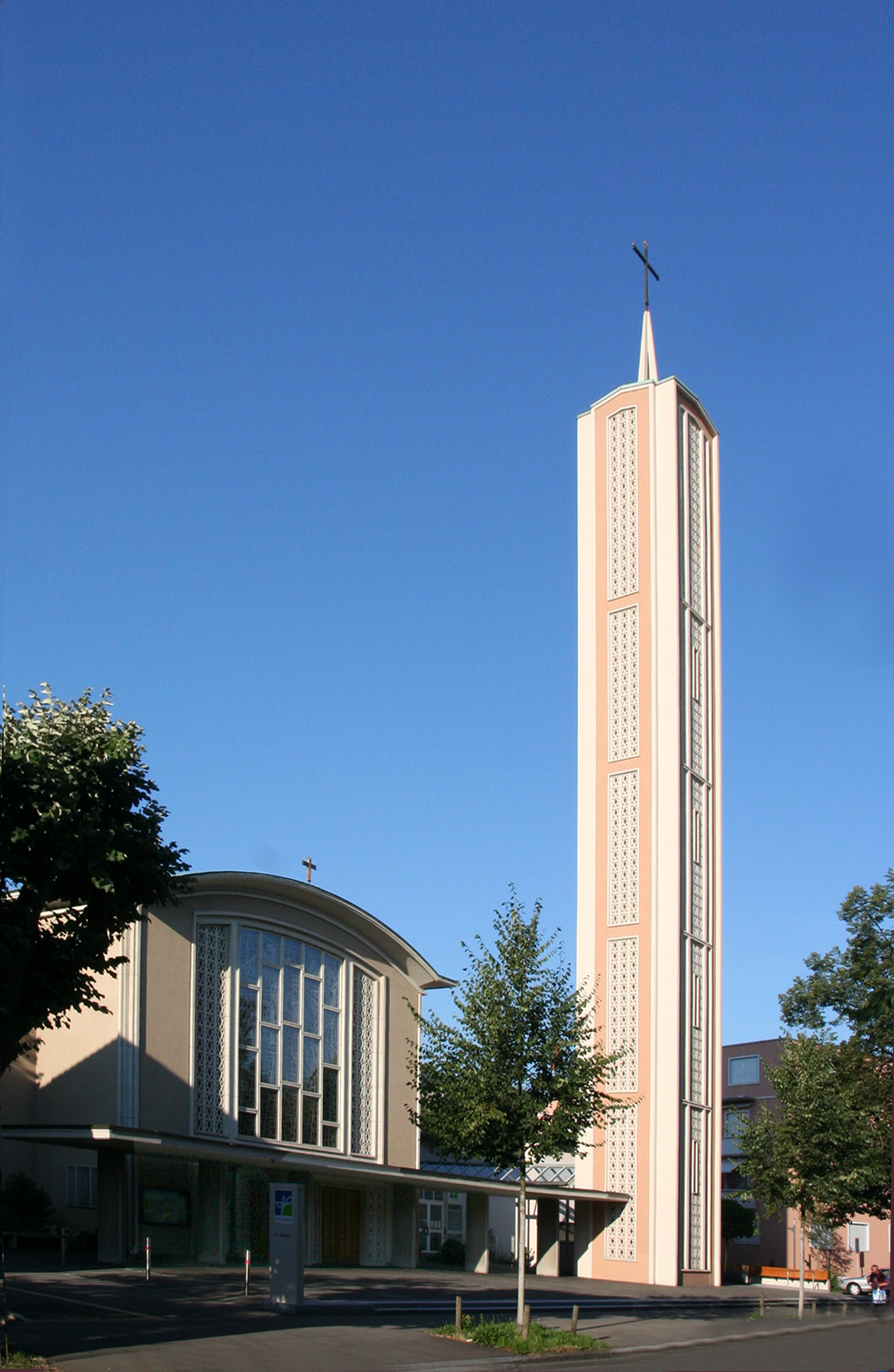
Kirche St. Konrad

In Albisrieden gibt es drei Kirchen:
Die evangelisch-reformierte Kirche besitzt in Albisrieden zwei Kirchen:
- Die in den Jahren 1816–1818 errichtete Alte Kirche Albisrieden prägt den historischen Dorfkern und wurde nach Plänen des Architekten Hans Conrad Stadler (1788–1846) erbaut. 2011 wurde sie renoviert.
- Die 1949–1951 gebaute Neue Kirche Albisrieden steht, rund 800 Meter von der Alten Kirche entfernt, mitten im Quartier. Sie wurde vom Architekten Hans Martin von Meyenburg (1915–1995) erbaut.

Die Römisch-katholische Kirche ist in Albisrieden mit der Kirchgemeinde St. Konrad vertreten:
- Die Kirche St. Konrad wurde in den Jahren 1953–1955 nach Plänen der Architekten Ferdinand Pfammatter und Walter Rieger erbaut und steht an der Fellenbergstrasse. Das Gotteshaus steht in der Tradition der französischen Betongotik und weist beinahe den Grundriss eines Zentralbaus auf. Neben dem 1988 errichteten Pfarreizentrum befindet sich hinter der Kirche St. Konrad die 1974 erbaute Kapelle, die dem Hl. Bruder Klaus geweiht wurde.

## Industrie und Gewerbe
Albisrieden war ursprünglich ein Bauerndorf mit etwa 40 Höfen. Der älteste Gewerbebetrieb war seit 1230 die Wydler Mühle. 1850 war die Zahl der Handwerker, Fabrikarbeiter und Handelsleute grösser als jene der Landwirte. In den Bauernhäusern wurde Seide für die Seidengazefabrik Wydler in der Enge gewoben. Seit 1845 sind etliche Kleingewerbebetriebe und Kleinfabriken ansässig: 1845 Wagnerwerkstatt, 1847 bis 1922 Klavierfabrik C. Rordorf & Co., 1861 Farbholzmühle, 1898 bis 1939 Dampfbrennerei Dennler, 1898 bis 1991 Union Kassenfabrik, 1899 Eisenkonstruktionsfirma Schäppi.
Ab 1900 entstanden Grossgärtnereien (Samenhandlung Altorfer usw.) und im Nordosten ein Industriegebiet und Dienstleistungsbetriebe: 1904 Zeltli- und Bisquitfabrik Rosenberger, 1905–2005 Hammerwerk Stoss, 1906 die Autofabrik Arbenz und die Gasmotorenfabrik Deutz, Sortierwerke und Kunstwollfabrik Möschinger, 1916 bis 1922 Protos-Telefonwerke, 1922 die Albiswerk Zürich AG (1971 Siemens-Albis), 1927 die Zürcher Freilager AG, 1935 die LUWA und die Fensterfabrik Albisrieden, 1955 wurde die Hörgerätefirma Rexton gegründet, die Photo von Känel AG (heute Interdiscount) eröffnete 1958 an der Ginsterstrasse das erste Verkaufslokal, 2012 hat die Stadt den neuen Hauptstandort von Organisation und Informatik (OIZ) an der Albisriederstrasse eröffnet. Siemens ist der grösste Arbeitgeber in Albisrieden.
Nach 1920 bildeten sich viele Wohnbaugenossenschaften. Die Gemeinde Albisrieden wurde 1923 mit der Tramlinie Nr. 6 bis Endstation Albisrieden an das Strassenbahnnetz der Stadt Zürich angeschlossen.

## Sport und Freizeit
Sportstätten:
- Freibad Letzigraben: Max-Frisch-Bad
- Sporthalle und Sportplatz Utogrund
- Sportplatz Buchlern
- Freizeit Zentrum Bachwiesen

Freizeit:
- Quartierzentrum Bachwiesen
- Schützenhaus Hasenrain

## Vereine
In Albisrieden sind die unterschiedlichsten Vereine aktiv und prägen das Leben mit. Von Fussballclubs über Schützenvereine bis hin zu Pfadi Abteilungen gibt es in Albisrieden viele Vereine, in denen man sich engagieren kann.

### Pfadi Abteilungen
- Pfadi Rudolf Brun
- Pfadi Walter Tell

### Fussball
- BC Albisrieden

## Quartierleben
Noch immer haben viele Menschen im Quartier ein ziemlich ausgeprägtes Gefühl, eher Albisrieder als Zürcher zu sein. Sicher mit zu diesem Denken gehört die Tatsache, dass man über Albisrieden vom Dorf spricht, sagt man aber Stadt, so ist damit die Innenstadt der Stadt Zürich gemeint, vorab vor allem der Stadtkreis 1, teilweise auch die Stadtkreise 4 und 5.

## Infrastruktur
Albisrieden ist verwaltungsmässig der Stadt Zürich angegliedert. Davon betroffen ist auch die Organisation der Feuerwehr.
Im Jahre 1985 schlossen sich die Pflichtfeuerwehrkompanien Altstetten und Albisrieden zusammen und bildeten so die Kompanie 31. 1991 wurde die Feuerwehrpflicht abgeschafft.
Aufgrund der strukturellen Veränderungen in der Stadt, wie Verdichtung des Strassenverkehrs oder Ansteigen der Einwohnerzahl, wurden im Sommer 2009 die Strukturen der Milizfeuerwehr der Stadt Zürich neu gegliedert.
Die Führung wurde zeitgemäss an die Bestände und die neue Gebietsaufteilung angepasst. D.h. zu Altstetten und Albisrieden kamen die Quartiere Höngg und Wipkingen hinzu. Infolge dieses Zusammenschlusses wurde aus der Kompanie 31 die Kompanie Limmattal gebildet.
Mit dieser Zusammenführung ist eine sinnvolle und zielgerichtete Reorganisation geschaffen worden, mit der die Effizienz der Einheiten gestärkt, zeitgemässe vereinfachte Strukturen geschaffen werden und in der die Einheiten bedarfsgerecht für die Einsatzbedürfnisse von Schutz & Rettung eingesetzt werden können.
Der Kreis 9, also Altstetten und Albisrieden zusammen, werden vom Polizeiposten in Altstetten betreut. Ebenso gibt es nur für beide Quartiere zusammen ein Kreisbüro, wo das Personenmeldeamt, Betreibungsamt und weitere Dienste untergebracht sind. Die Räumlichkeiten des Kreisbüros befinden sich ebenfalls in Altstetten.
Am Schützenrain in Albisrieden befinden sich zudem zwei jüdische Friedhöfe. Der 1913 eröffnete Friedhof Agudas Achim der gleichnamigen orthodoxen Synagoge Agudas Achim ist über den Goldackerweg, der 1982 eröffnete Friedhof Or Chadasch der liberalen Gemeinde gleichen Namens ist über den Schützenrain zu erreichen. Der Friedhof Agudas Achim besitzt nach Osten ausgerichtete, mit Kies bedeckte und mit niederen Stellriemen eingefasste Gräber, der Friedhof Or Chadasch ist dagegen als Waldfriedhof gestaltet, dessen Gräber mit Rasen bedeckt sind und talabwärts zeigen.
Die Mitglieder der reformierten Kirchengemeinde Albisrieden konnten sich bis 1839 bei der alten Kirche in Albisrieden begraben lassen. In diesem Jahr wurde dann an der Triemlistrasse, unweit des bis dahin genutzten Areals, ein neuer Friedhof eröffnet, welcher dann 1927, also noch vor der Eingemeindung, aufgehoben wurde. Seit 1902 wird der Friedhof Albisrieden an der Untermoosstrasse, der auch nach der Erweiterung 1939 vom Charakter her ein kleiner Gemeindefriedhof geblieben ist, bis heute genutzt. Der Friedhof Albisrieden ist in der Quartierbevölkerung derart beliebt, dass sie 2004 dessen Aufhebung verhinderte.

## Bildung
Albisrieden verfügt über mehrere Volksschuleinheiten der Primar- und Oberstufe: Altweg, In der Ey, Letzi, Triemli, Utogrund. Auch hier bildet Albisrieden zusammen mit Altstetten den Schulkreis Letzi innerhalb der Stadt Zürich. Weitergehende Bildungsangebote wie Gymnasien bestehen in Albisrieden nicht, die Gymnasiasten wie auch Studenten aus Albisrieden nutzen die Angebote der Kantonsschulen, Universitäten und Fachhochschulen in der Stadt Zürich.

## Sehenswürdigkeiten
Die Mühle Albisrieden wurde bereits 1230 erwähnt. Das Mühlerad ist noch in Betrieb.
Die oft umgebaute und erweiterte Kapelle von 1270 wurde 1818 durch die neuerstellte Kirche von Architekt Hans Conrad Stadler ersetzt.
Die Rapsölttrotte war bis Mitte des 18. Jh. im Besitz des Grossmünsters. 1874 wurde das Trottwerk abgetragen.
1861 nahm die Farbholzmühle ihren Betrieb auf. Sie ist ein Zeuge der Industrialisierung von Albisrieden. 1888 wurde das Fabrikantenwohnhaus im Backsteinstil der damaligen Fabrikbauten hinzugefügt.
In Albisrieden sind noch alte Bauernhäuser im Mehrreihenständerbau erhalten, die um 1540 erbaut wurden:

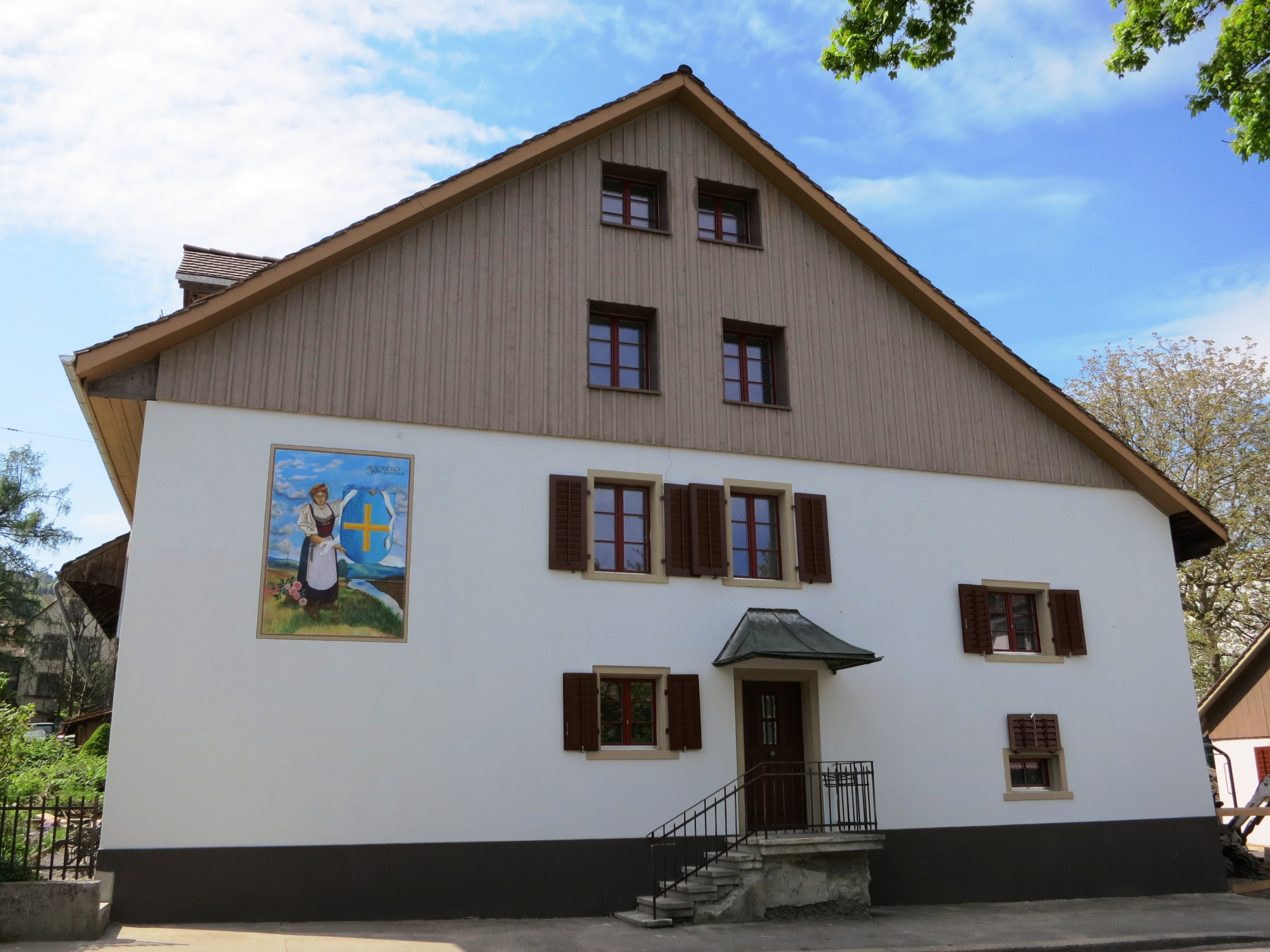
Mehrreihenständerbau mit Hochständern in der Scheune und integriertem älteren gemauerten Gebäudekern (rechte Seite), 1539 erbaut
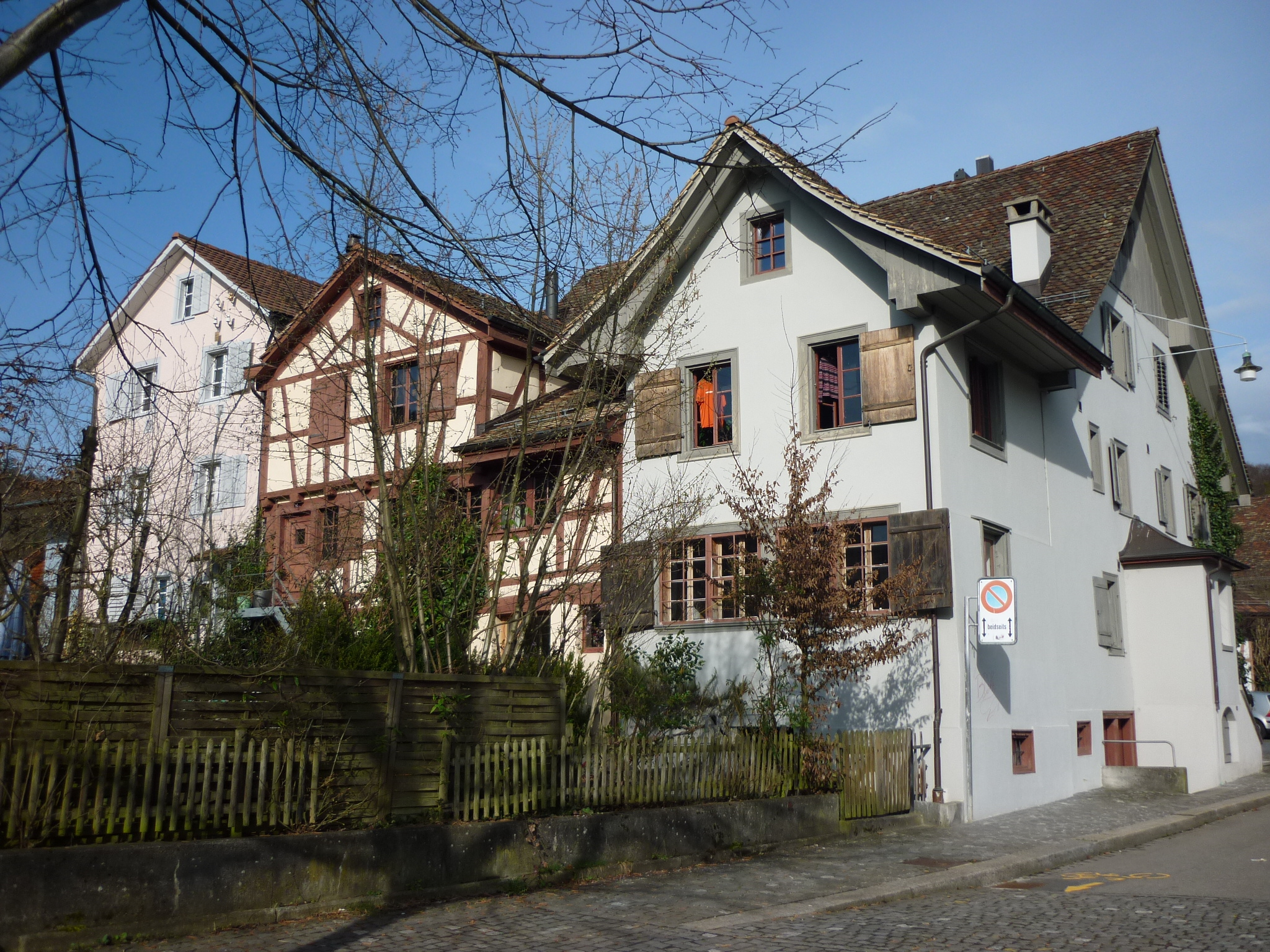
Mehrreihenständerbau mit Steildach (Haus in der Mitte), um 1540 erbaut
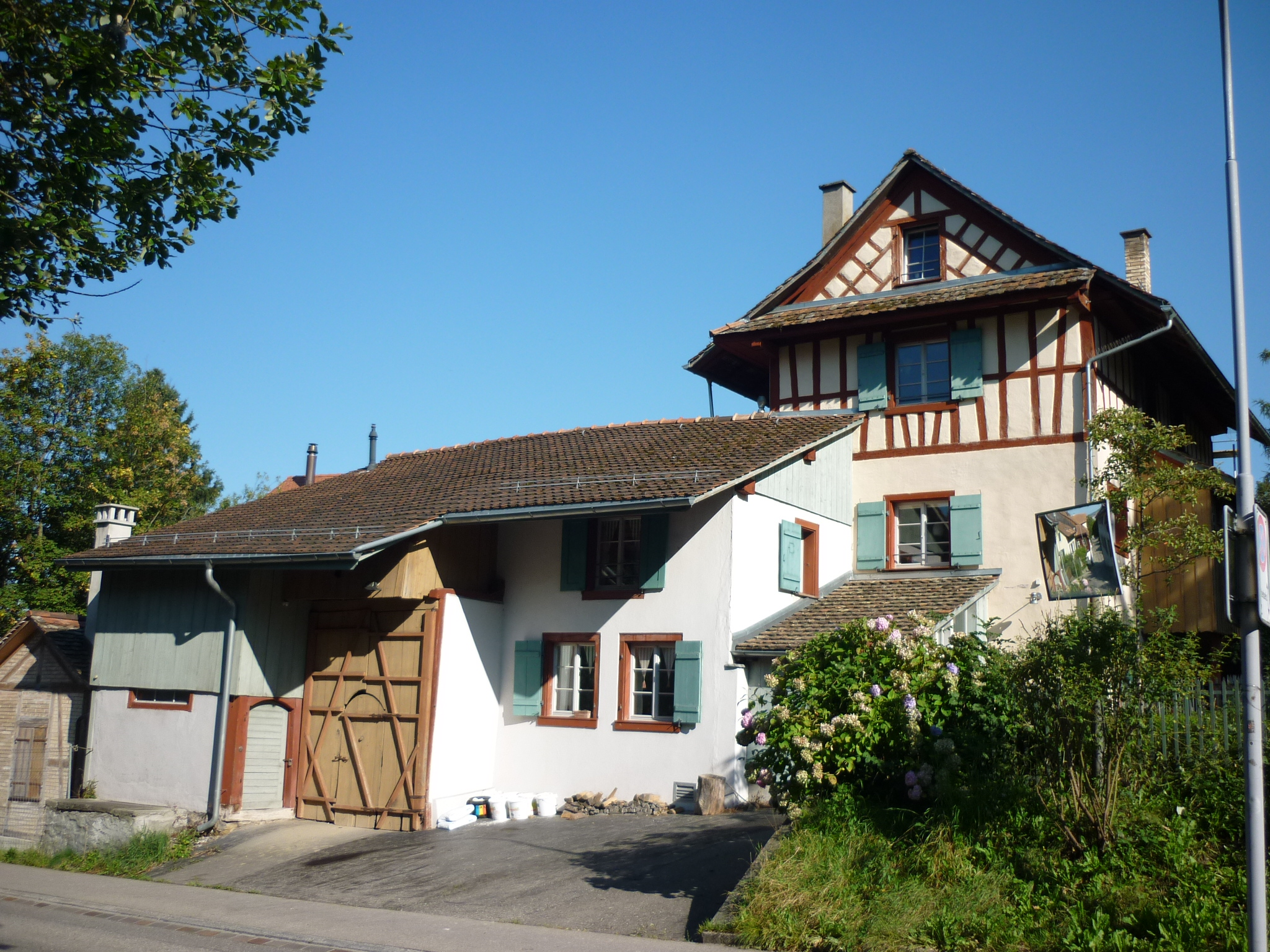
Hochstudhaus mit Tätschdach (linker Gebäudeteil), 1541 erbaut
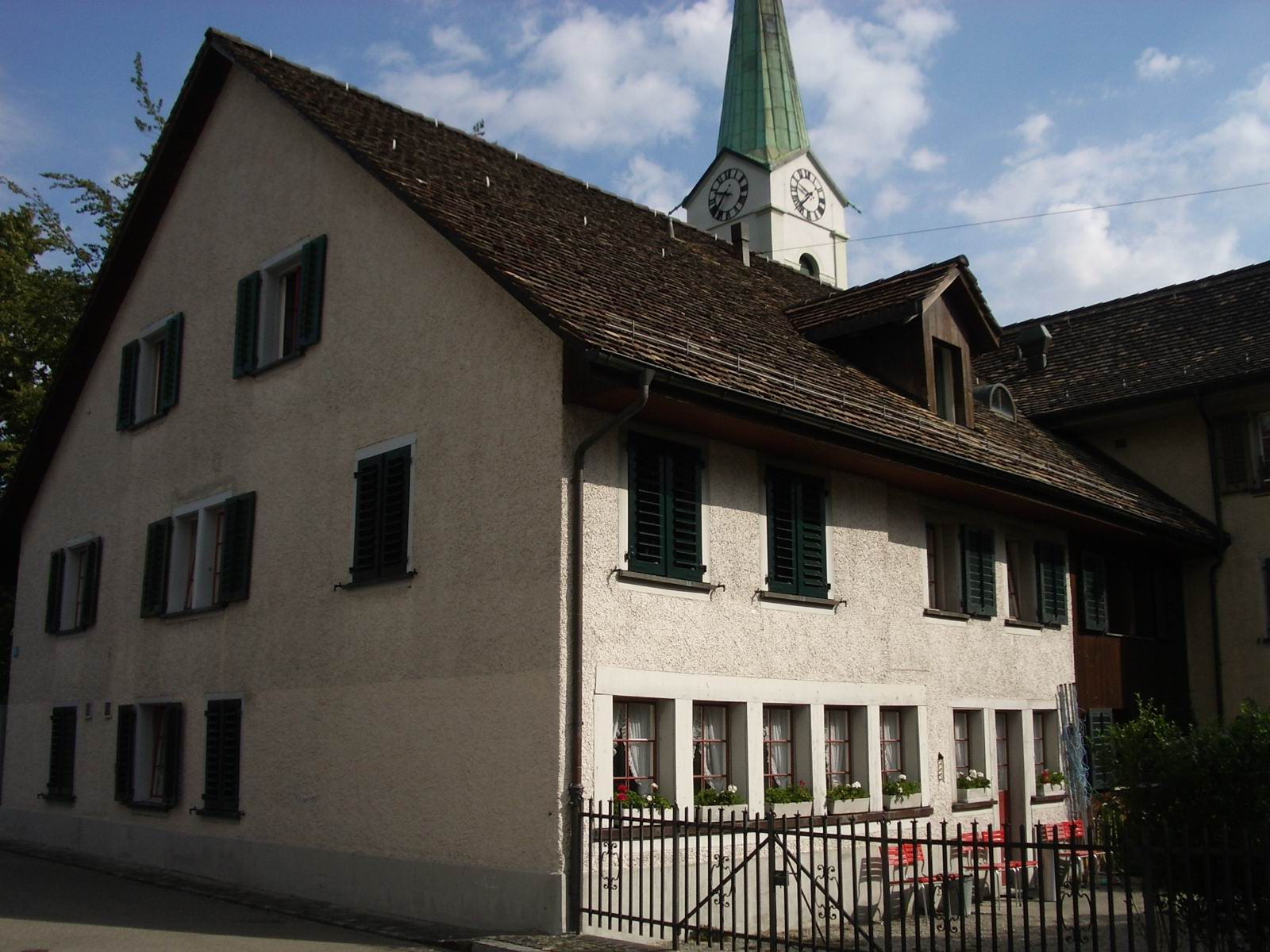
Mehrreihenständerbau mit Steildach (Scheune und hälftiger Wohnteil), 1541–1548 erbaut, Restaurant Reblaube 1909–1962

## Persönlichkeiten
- Albert Bachmann (1929–2011), Nachrichtenoffizier, Chef des Büro Ha, Autor des Zivilverteidigungsbuches
- Paul Bommer, Hörgerätepionier, Gründer der Rexton Firmengruppe
- Jakob Eschenmoser (1908–1993), Architekt, Zeichner, SAC-Hüttenbauer
- Paul Gerber (* 1950), Uhrenkonstrukteur
- Sven Riederer (* 1981), Triathlet, Vize-Europameister und Olympiateilnehmer
- Heinrich Weiss (1920–2020), Sammler, Mäzen, Druckereibesitzer und Mitentwickler des heutigen Barcodes